# رتسو
رتسو (به ایتالیایی: Rezzo) یک منطقهٔ مسکونی در ایتالیا است که در استان ایمپریا واقع شده‌است.

## خصوصیات
رتسو ۳۷٫۴ کیلومترمربع مساحت و ۳۹۰ نفر جمعیت دارد.